# Лэй Улун
Лэй Улун (яп. レイ・ウーロン Рэй У:рон) — вымышленный персонаж из серии видеоигр в жанре файтинг Tekken от Bandai Namco Games, основанный на Джеки Чане. По сюжету, Лэй является гонконгским полицейским, который расследует незаконную деятельность Мисима Дзайбацу. Помимо основной серии, Лэй также фигурирует в других играх, в том числе неканоничных ответвлениях и Street Fighter X Tekken. Персонаж был удостоен положительных отзывов критиков и фанатов.

## Появления
Впервые Лэй появился в Tekken 2, где он был представлен как авторитетный полицейский, посадивший бесчисленное количество преступников за решётку, за что получил прозвище «Суперкоп». Он проводит расследование по раскрытию преступной деятельности дзайбацу «Мисима», охватывающей незаконные торговлю и продажу животных, в ходе которого сражается со своим бывшим коллегой Брюсом Ирвином, перешедшим на сторону Кадзуи Мисимы, сына генерального директора дзайбацу «Мисима» Хэйхати Мисимы. После победы Лэя над Брюсом последний сбегает на самолёте, который терпит крушение, однако Ирвин выживает.
После третьего турнира «Король Железного Кулака» во время событий Tekken 3 (1998), репутация Лэя как борца с преступностью ухудшается. Ко всему прочему, он теряет девушку, которая уходит к его помощнику. Когда он узнаёт, что преступный синдикат нанял Нину Уильямс с целью убийства известного боксёра Стива Фокса, Лэй решает предотвратить преступление и, тем самым, восстановить своё имя, после чего вступает в четвёртый турнир «Король Железного Кулака». Лэй успешно останавливает Нину и берёт её на прицел, но Стив вмешивается и нападает на Лэя, позволив Нине уйти. Несмотря на это, Лэю удаётся поймать членов синдиката, который заказал убийство Стива.
По сюжету Tekken 5, Лэй отправляется в Японию, чтобы арестовать Фэн Вэя, ответственного за разрушение нескольких додзё в Японии и Китае. В то же время он объединяет усилия со Стивом в попытке уничтожить дзайбацу «Мисима». Тем не менее, след Фэна обрывается, и Лэю приходится вернуться обратно в Гонконг. В Tekken 6, Лэй вступает в шестой турнир, чтобы добраться до устроившего по всему миру войну Дзина Кадзамы, при этом не забывая о не менее преступной фигуре в лице Кадзуи Мисимы, отца Джина. В сюжетном режиме игры, Лэй помогает Ларсу Александерсону и Алисе Босконович нанести серьёзный урон силам Корпорации G в «Филиале ICPO», и сообщает им, что Кадзуя силой захватил власть в корпорации.
Лэй возвращается в Tekken 7 в качестве одного из персонажей DLC 2-го сезона. Режим ярости Лэя зависит от того, какой стиль боя он использует в ходе его активации. По сюжету, он вновь расследует преступную деятельность Кадзуи. Помимо этого, Лэй проявляет интерес к проникновению в Корпорацию G, чтобы встретиться с талисманом корпорации Лаки Хлоей, будучи её большим поклонником.
Также Лэй появляется в Tekken Card Challenge, Tekken Tag Tournament, Tekken Tag Tournament 2 и Tekken 3D: Prime Edition. Лэй является играбельным персонажем в кроссовере Street Fighter X Tekken.

### В других медиа
Лэй появляется в анимационном фильме Tekken: The Motion Picture 1998 года, где он сотрудничает с Дзюн Кадзамой с целью расследования незаконных операций Мисима Дзайбацу. Вместо того, чтобы участвовать в турнире, Лэй проникает в подземную лабораторию организации с помощью Джека-2. Он был озвучен Акио Накамурой и переозвучен Грэем Г. Хэддоком в английской версии.

### Дизайн и геймплей
В характеристике персонажей Tekken 2 Namco описали Лэя как «очень расслабленного и непринуждённого человека. Он — один из комедийных персонажей Tekken, который постоянно отпускает шутки». Его боевой стиль и черты личности были заимствованы у мастера боевых искусств и актёра Джеки Чана. Сэйю Лэя выступил Хироя Исимару, который дублировал Чана в фильмах. В интервью 2015 года, несмотря на отсутствие конкретного упоминания о Лэе, продюсер серии Кацухиро Харада выразил сожаление относительно моделирования некоторых персонажей на основе реальных личностей: «Они могли бы быть уникальными, но вместо этого потеряли свою значимость». В 2016 году Харада объяснил отсутствие Лэя в Tekken 7 тем, что, по его мнению, персонаж не пользовался большим спросом среди игроков, чтобы его можно было включить в игру. Несмотря на это, в 2018 году Лэй стал частью DLC 2-го сезона.
Лэй владеет так называемым «стилем пяти зверей», представляющий собой «стиль кунг-фу, базирующийся на движениях пяти животных, а именно: тигра (фу чжоу пай), журавля (бай хи куан), леопарда (бао цюань), змеи (шэцюань) и дракона (лунцюань)». В своей книге 2003 года «Мастера культа кунг-фу» автор Леон Хант писал, что Лэй «широко известен как копия Джеки Чана, хотя бы из-за его стиля пьяного мастера (цзуй цюань), однако его стиль пяти зверей куда шире, чем у звезды кунг фу». По словам Кевина Вонга из Complex: «Лэй предназначен для опытных игроков Tekken, которые в состоянии освоить несколько боевых стилей и список приёмов, который лучше всего описать как "ошеломляющий". В каждой новой части Tekken кривое обучение за Лэя выглядит невероятно круто». Говоря о Tekken 6, GameSpy назвал Лэя «одним из самых универсальных персонажей», однако «сложность его техники делает его несколько недоступным для новичков Tekken». В ревью к Tekken Tag Tournament 2, Анджело Д'Аргенио из Shoryuken отметил, что: «Лэй не то что бы является персонажем со множеством комбо, поскольку он скорее полагается на свои хаотичные атаки, чтобы нанести урон».

## Отзывы и мнения
На первый взгляд, он нравится мне по разным причинам. Персонаж, по сути, представляет собой компиляцию классических ролей Джеки Чана из таких фильмов, как «Пьяный мастер» и «Суперполицейский», которые я впервые посмотрел в колледже. Тем не менее, недавно я осознал, что моя привязанность к Лээю заходит несколько дальше культурных отсылок. В Лэе мне больше всего нравится плавность его движений… Лэй — танцор, один из тех мастеров боевых искусств, которых я люблю выбирать в файтингах. Может быть поэтому мне нравится свободный импровизационный стиль Лэя.
Персонаж получил преимущественно положительные отзывы от критиков и фанатов игровой серии. По словам Дэйва Кука из VG247, «набор множества последовательных движений Лэя» в Tekken 2 «обеспечил невероятную глубину, которая на тот момент была чужда жанру файтинг». В 2008 году, UGO Networks включил Лэя в число 50 «величайших вымышленных детективов всех времён», назвав его «давнишней звездой франшизы Tekken». В 2013 году, Кевин Вонг поместил Лэя на 8-е место среди «лучших персонажей Tekken». В 2003 году, 4thletter.net поместил концовку Лэя из Tekken Tag Tournament 2 на 163-е место в списке «200 лучших концовок файтингов», отметив противостояние Лэя и Маршалла Ло, основанных на Джеки Чане и Брюсе Ли соответственно: «Лэй — оперативник... А Ло — посредственный повар с отличными боевыми навыками, который намеревается быстро разбогатеть. Трудно устоять перед таким противостоянием и Tekken Tag 2 даёт нам именно то, чего мы хотим».
В 2015 году, Лоуренс Мозаффари из Digital Spy сравнил «передвижение и боевой стиль» персонажа «Звёздных войн» Джа-Джа Бинкса с «реально существующими боевыми искусствами под названием цзуй цюань», сославшись на Лэя Улуна как на пользователя «пьяного кулака». В 2017 году, Гэвин Джаспер из Den of Geek поместил Лэя на 33-е место в своем рейтинге из 59 персонажей серии Tekken: «Да, здорово, что он оперативник, который может боксировать в пьяном стиле. Ещё одной новинкой является его способность изменять стиль боя в процессе поединка. Тем не менее, сценаристы, по всей видимости, никогда не могли раскрыть его лучше». В официальном опросе фанатов, проведённом Namco в 2012 году, Лэй занял 36-е место среди наиболее востребованных персонажей из Tekken X Street Fighter, получив 7,73 % (3,086) из 88,280 голосов.